# Lone Ranger (Figur)
Der Lone Ranger (englisch „der einsame Hüter“) ist die fiktionale Figur des maskierten Texas Rangers John Reid im alten amerikanischen Westen. Wie Old Shatterhand wird auch der Lone Ranger bei seinen Abenteuern von einem indianischen Freund (der in diesem Fall Tonto heißt) unterstützt.

## Geschichte
Erfunden wurde sie von George W. Trendle und Fran Striker 1933 für die gleichnamige Hörspielreihe des US-Radiosenders WXYZ. Bis 1954 wurden knapp 3.000 Folgen produziert. Am längsten – nämlich die letzten 13 Jahre – sprach die Hauptrolle Brace Beemer. John Reid wurde von Striker als Großonkel von Britt Reid, alias Green Hornet ausgelegt.

## Film und Fernsehen
Aus dem Hörspielprogramm entstand bereits 1938 das Kino Serial The Lone Ranger, sowie 1939 The Lone Ranger Rides Again mit Robert Livingston und Chief Thunderbolt in den Hauptrollen zu jeweils 15 Folgen.
1940 wurden die 15 Episoden der ersten Serie zusammengeschnitten als Film unter dem Titel Hi-Yo Silver erneut veröffentlicht.
1949 folgte die Fernsehserie The Lone Ranger mit Clayton Moore in der Titelrolle und Jay Silverheels als loyalem indianischen Begleiter „Tonto“, die in Deutschland ab 1991 unter dem Titel Lone Ranger auf Premiere/Sky ausgestrahlt wurde. 1959 hatte Clayton Moore als Lone Ranger einen Gastauftritt bei Lassie in der Folge Die Friedenswächter.
John Hart, welcher in der dritten Staffel Moore als Titelhelden ablöste, verkörperte den Lone Ranger nochmals 1993 in der Folge Hi Yo, Fonzie Away der Serie Happy Days.
1966 gab es eine Animationsserie mit 26 Folgen in zwei Staffeln unter dem Namen Der Lone Ranger – Reiter mit der Maske welche 1980 mit Der Lone Ranger für 28 Folgen fortgesetzt wurde.
In Die Legende vom einsamen Ranger trug 1981 Klinton Spilsbury die Maske des Lone Rangers und Michael Horse als Tonto begleitete ihn. Regie führte William A. Fraker.
2003 gab es einen Fernsehspielfilm unter der Regie von Jack Bender für das WB Television Network mit Chad Michael Murray als Lone Ranger und Nathaniel Arcand als Tonto.
2013 brachten Jerry Bruckheimer und Gore Verbinski eine Neuverfilmung mit Armie Hammer als Lone Ranger und Johnny Depp als Tonto in die Kinos.

## Comics & Romane
Seinen ersten Auftritt im Comic hatte der Lone Ranger im Oktober 1937 in dem amerikanischen Magazin More Fun Comics #25. Es folgten über die Jahrzehnte zahlreiche Comicserien. Im deutschsprachigen Raum gab es die nachfolgenden Veröffentlichungen:
- 1951: Der Präriewolf, 1. Band, Buchfilm Verlag (Nachdruck 1989 Incos Verlag)[14]
- 1969–1971: Der einsame Reiter im Bildschriftenverlag, 19 Ausgaben[15]
- 1976–1979: Lone Ranger – Der geheimnisvolle Westernheld im Ehapa Verlag, Comicalbum, 4 Ausgaben[16]
- 1976–1981: Lone Ranger – Der geheimnisvolle Westernheld im Ehapa Verlag, Comic-Taschenbuch, 25 Ausgaben[17]
- 1977: Lone Ranger – Retter und Rächer der Bedrängten (The Lone Ranger), Heyne ISBN 3-453-54141-3
- 2009: The Lone Ranger bei Cross Cult, Comicalbum, 1 Ausgabe[18]

Ab 1937 bekam der Lone Ranger in den USA auch eine eigene Romanserie.

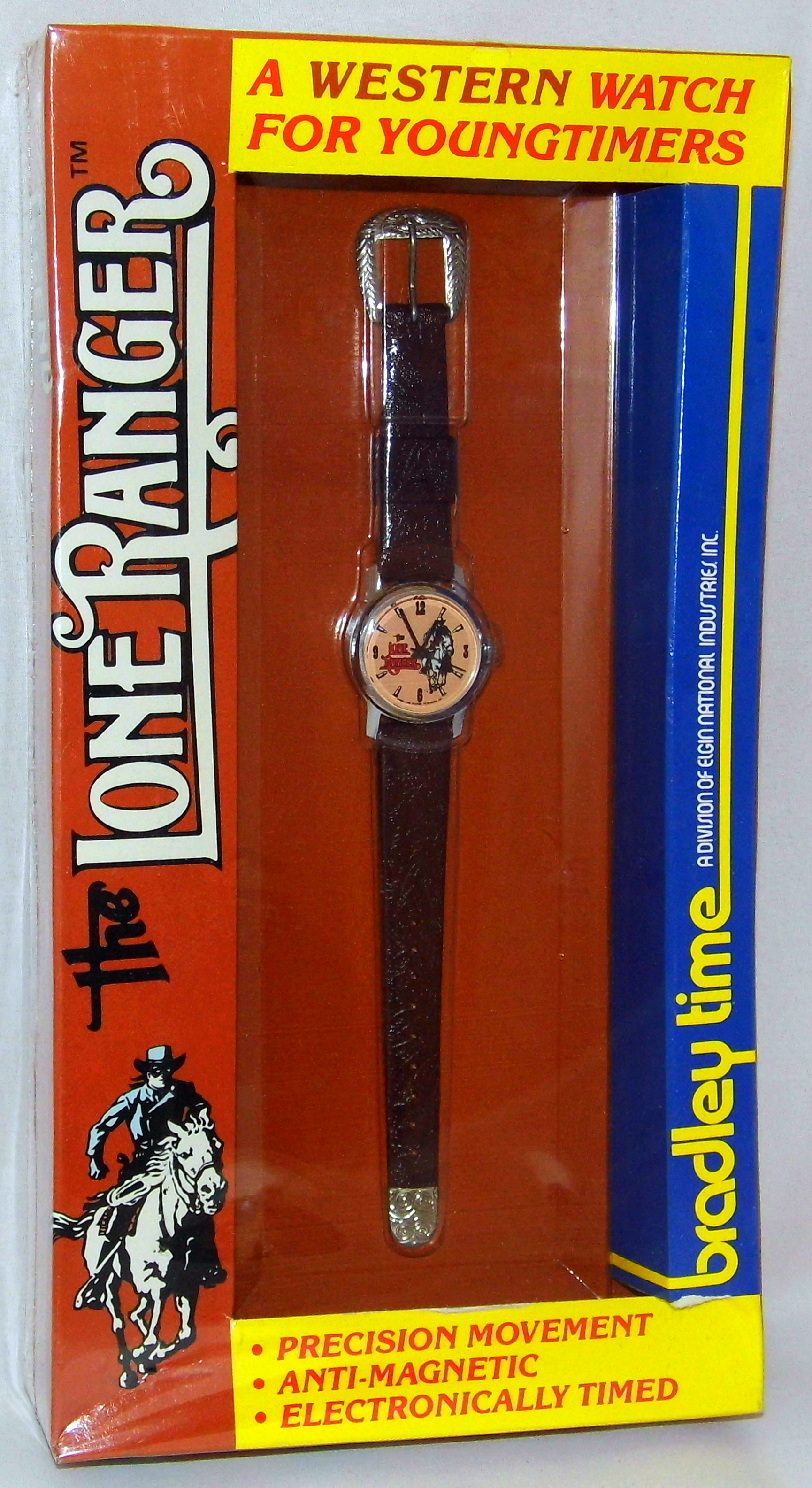
Lone Ranger Armbanduhr

## Sonstiges
Bereits 1938 würdigte Roy Rogers den Ranger musikalisch in dem Titel Hi Ho Silver. 1960 wurde der Ranger in dem von J.P. Richardson geschriebenem und von Johnny Preston gesungenem Weihnachtslied (I Want A) Rock and Roll Guitar erwähnt. Hier versucht der Sänger einen kleinen Jungen davon zu überzeugen, sich statt einer Gitarre lieber eine Pistole, wie sie der Lone Ranger besitzt, zu wünschen. 1962 besang Paul Simon unter dem Pseudonym Jerry Landis den Lone Ranger in dem Lied The Lone Teen Ranger. In dem Lied beklagt Paul, dass seine Freundin lieber die TV-Serie sieht, als sich mit ihm zu treffen. In dem Lied kommt sowohl das charakteristische „Hi, ho, Silver away“ vor, welches der Ranger zum Antreiben seines Pferdes nutzt, wie auch Teile der Wilhelm-Tell-Ouvertüre, die in der Serie als Titelmusik genutzt wurde. Während die britische Musikgruppe Quantum Jump 1976 in ihrem Lied The Lone Ranger die Blutsbrüder Joints rauchen ließ, bezeichnete Jim Diamond 1986 in Hi Ho Silver seinen Vater als persönlichen Lone Ranger. Der Gitarrist der Gruppe Night Ranger, Jeff Watson benutzte Lone Ranger 1992 nicht nur als Wortspiel für sein Soloalbum, er posierte auf dem Cover auch auf einem weißen Schimmel in der üblichen Lone Ranger Pose (mit Gitarre statt Colt) und benannte ein Lied Hi-Yo Silver.
Aufgrund seiner Popularität wurde der Lone Ranger sehr früh in den Kinderzimmern vermarktet. Es gab bereits in den 1950er Jahren Unmengen an Spielzeugen, aber auch Frühstücksboxen oder Action-Figuren.